# 女人III
女人III（英語：Woman III）是荷蘭裔美國畫家威廉·德·庫寧繪製的一幅抽象表現主義畫作，1953年繪成，是畫家1951年至1953年間完成的一系列以女人為主題的畫作之一。
自1970年代末至1994年，此畫為德黑蘭現代藝術博物館的藏品，但實際在1979年伊朗革命之後就因為政府的嚴格管制而從未現世。1994年由瑞士畫商托馬斯·阿曼 做中間人賣給大衛·葛芬以交換16世紀的波斯手稿塔赫瑪斯普《列王紀》。
2006年11月由高古軒經手，賣給史蒂芬·A·科亨，成交價達1.375億美元，成為當時世界第二貴的畫作。

## 外部連結
- New York Times article （页面存档备份，存于）
- Artnet image page （页面存档备份，存于）